# Teatro dell'Opera (Erevan)
Il Teatro Nazionale Accademico Armeno dell'Opera e del Balletto "Aleksandr Spendjarov" (Ալեքսանդր Սպենդիարյանի անվան օպերայի և բալետի ազգային ակադեմիական թատրոն) di Erevan, costruito tra il 1930 e il 1933, per subire poi alcune ristrutturazioni nel 1953 e nel 2002, è il principale teatro dell'opera del paese.
È stato inaugurato ufficialmente il 20 gennaio 1933, con l'esecuzione dell'Almast di Aleksandr Spendjarov su libretto di Sofija Jakovlevna Parnok.

## Storia
La costruzione è iniziata il 28 novembre 1930, durante le celebrazioni per il 10º anniversario della costituzione dell'Armenia sovietica. L'edificio è stato inaugurato il 20 gennaio 1933 e poco dopo è stato istituito un corpo di ballo (Il lago dei cigni di Pëtr Il'ič Čajkovskij fu il primo balletto nel 1935).
Su disegno di Aleksandr Tamanian, e sotto la supervisione di suo figlio, la sala del teatro fu completata nel 1939, e l'edificio è intitolato ad Alexander Spendjarov, compositore e direttore d'orchestra russo. I lavori di costruzione continuarono tuttavia fino al 1953, quando l'intero edificio è stato finalmente completato.
L'apertura del teatro ha promosso la creazione di nuove opere e balletti nazionali, il primo balletto è stato Felicità di Aram Chačaturjan ma anche molti altri compositori armeni hanno scritto opere e balletti, tra cui i cantanti lirici Gohar Gasparyan, Tatevik Sazandaryan, Mihran Yerkat, Pavel Lisitsian, Haykanush Danielyan, Nar Hovhannisyan, Gegham Grigoryan, Anahit Mekhitarian; i direttori d'orchestra Konstantin Sarajev, Michael Tavrizyan, Aram Katanyan, Yuri Davtyan; i maestri di balletto A. Petrosyan, M. Chmshkyan, Vanush Khanamiryan, Vilen Galstyan; i pittori Martiros Saryan, Minas Avetisyan.

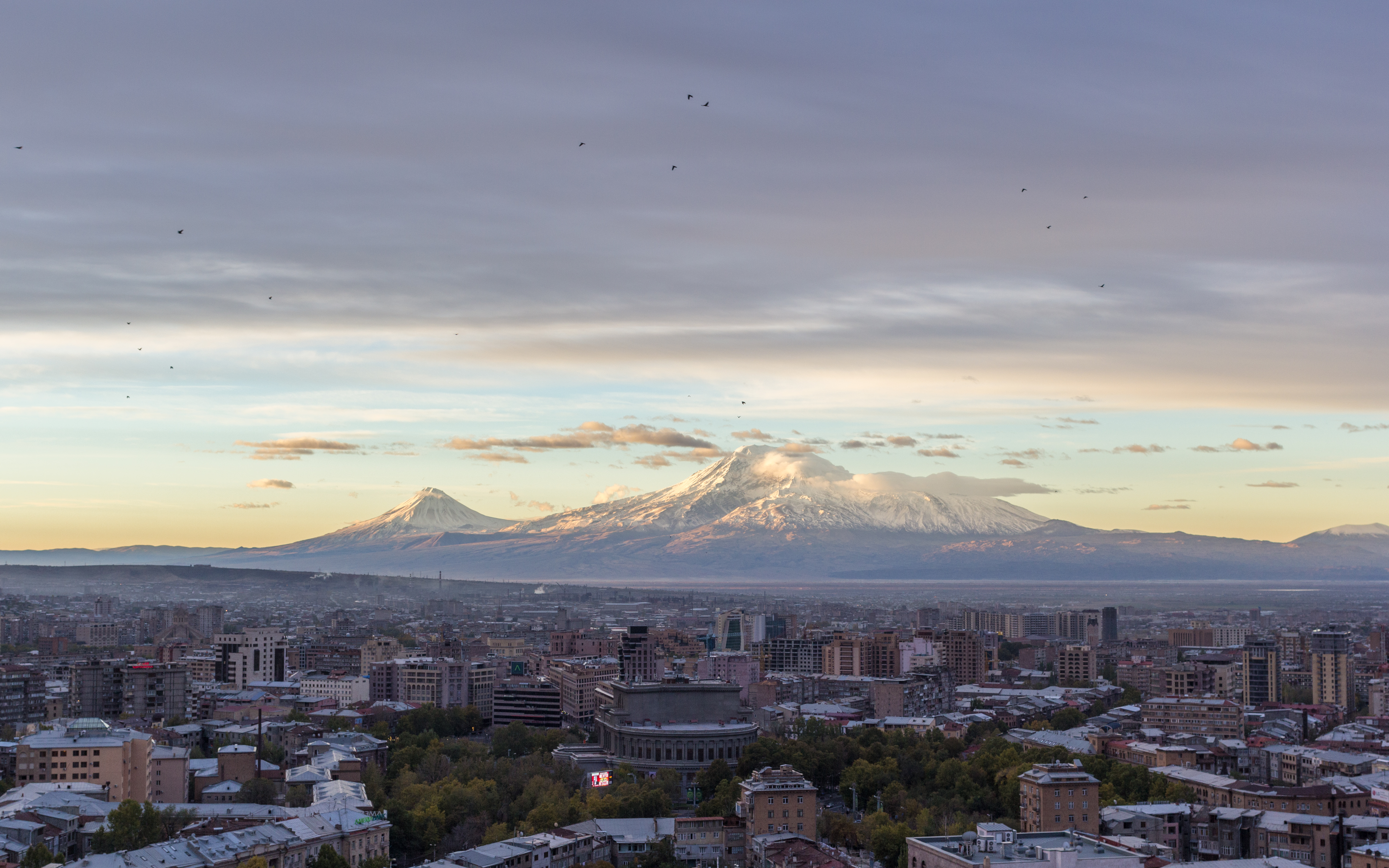
Alba a Erevan con il teatro dell'opera in basso

Da quando è stato aperto, il Teatro Nazionale armeno di Opera e Balletto, ha rappresentato più di 200 diverse opere e balletti di compositori armeni, russi ed europei occidentali e la compagnia teatrale si è esibita in più di 20 paesi, tra cui Russia, Spagna, Libano, Stati Uniti, Grecia e Germania. Nel 1956, il teatro ha ricevuto lo status di Accademia Nazionale dell'Opera e del Balletto.
Il teatro ha anche ospitato concerti eseguiti da Charles Aznavour, Ian Anderson, John McLaughlin, Akvarium.

## Struttura
L'edificio nel periodo 1981-1983 ha subito una ristrutturazione e nel 2012/2013 un nuovo ammodernamento degli impianti. Si compone ora di due sale separate, la "Aram Khatchaturian" dedicata ai concerti con 1 300 posti a sedere e la "Alexander Spendiaryan" dedicata a opera e danza classica con 1 070 posti a sedere.

## Direttori artistici
- Romanos Melikian
- Tigran Levonyan
- Ohan Durian
- Gegham Grigoryan
- Constantine Orbelian
- Eduard Topchjan